# The Hidden Light
Pour plus de détails, voir Fiche technique et Distribution.
The Hidden Light est un film américain réalisé par Abraham S. Schomer, sorti en 1920.

## Synopsis
Des cris provenant d'une maison attirent les voisins et la police. En en sortant, Victor Bailey est blessé par balles. L'enquête révèle qu'un inconnu a attaqué Cynthia Holmes, une musicienne aveugle, et son secrétaire, ce dernier ayant été tué. Malgré les objections de Cynthia, Bailey, qui déclare être entré à la suite des cris, est arrêté, jugé et condamné à mort. Pour détourner l'attention de Cynthia, ses amis la persuadent de donner un récital de charité dans la maison. Lors du récital, elle serre la main du critique musical Harry Warren, qu'elle accuse immédiatement du meurtre, l'ayant reconnu au toucher. Warren s'échappe mais est poursuivi par l'inspecteur Hayden, qui le pousse à se confesser par un subterfuge. Bailey est libéré et se marie avec Cynthia. Lors de la naissance de leur premier enfant, elle recouvre la vue. 

## Fiche technique
- Titre original : The Hidden Light
- Réalisation : Abraham S. Schomer
- Scénario : Abraham S. Schomer
- Société de production : Schomer-Ross Productions
- Société de distribution : Commonwealth Film Corporation
- Pays de production :  États-Unis
- Langue originale : anglais
- Format : noir et blanc — 35 mm — 1,37:1) — Film muet
- Genre : drame
- Durée : 6 bobines - 1 800 m
- Date de sortie :
  - États-Unis : novembre 1920

## Distribution
- Dolores Cassinelli : Cynthia Holmes
- John E. Brennan : Robert Holmes
- Arthur Donaldson : Inspecteur Hayden
- Ben Taggart : Victor Bailey
- Walter Downing : Jerome Clemens
- Henry Sedley : Harry Warren